# Сэридзава, Ю
Ю Сэридзава (яп. 芹澤 優 Сэридзава Ю:, род. 3 декабря 1994 года, Токио, Япония) — японская сэйю, певица и участница женской идол-группы i☆Ris. Лауреат премии Seiyu Awards в категории «Лучшая женская роль второго плана» (2019).

## Биография

### Ранние годы
Ю Сэридзава родилась 3 декабря 1994 года в Токио и стала четвёртым ребёнком в семье из пяти детей. С детства мечтала попасть в индустрию развлечений. Её тётя (сестра матери) — актриса и певица Юки Сайто, а мать тоже работала актрисой и танцевала фламенко, поэтому Сэридзава с раннего возраста училась подпевать своей матери, когда та играла для неё на пианино.
Когда Сэридзава увидела Харуку Фукухару в детской кулинарной передаче Cooking Idol Ai! Mai! Main! на телеканале NHK E, она тоже захотела в нём появиться, но не смогла из-за своей стеснительности.
Во время учёбы на втором году начальной школы Сэридзава посмотрела аниме-сериал Full Moon wo Sagashite, который воодушевил её на поиск и воплощение своей мечты, что привело к желанию стать сэйю. Позднее призналась, что её привлекла данная профессия, поскольку «аниме спасало её». На первом году средней школы она посмотрела DVD концерта Suzumiya Haruhi no Gekiso (яп. 涼宮ハルヒの激奏 Судзумия Харухи но гэкисо:) и осталась под большим впечатлением от живого выступления одной из актрис. В то время ей нравились такие аниме-сериалы, как Shakugan no Shana и Zero no Tsukaima.

### Карьера

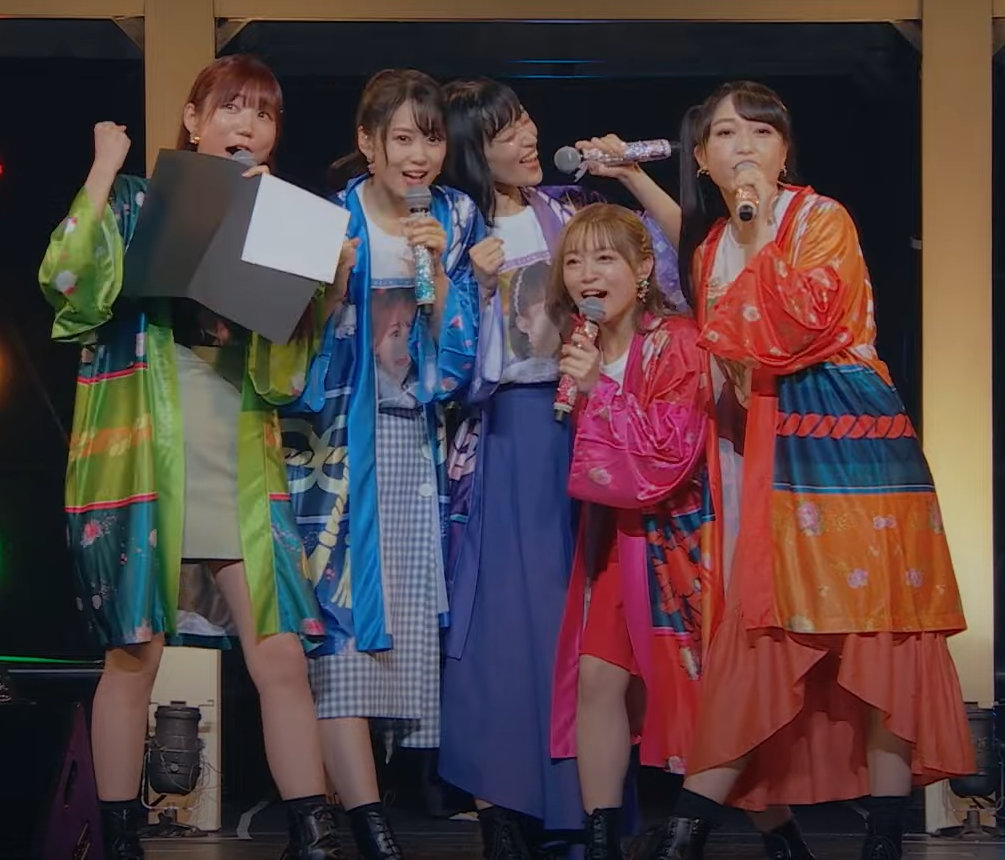
i☆Ris в начале июля 2024 года

Начала обучение в профессиональном училище по подготовке сэйю на первом году учёбы в токийской столичной старшей школе «Тёфу-Кита». В старшей школе входила в кружок лёгкой музыки. Чтобы возместить расходы за посещение сразу двух учебных заведений, Сэридзава в течение трёх месяцев подрабатывала в двух ресторанах. Эмири Като, одна из её любимых актрис, являлась клиенткой агентства талантов 81 Produce. Это побудило Сэридзаву на втором году учёбы в старшей школе подать заявку на участие в программе прослушивания Anisong Vocal Audition, проводимой 81 Produce и крупной звукозаписывающей компанией Avex. В июле 2012 года (на третьем году учёбы) она успешно прошла прослушивание и совместно с другими пятью девушками стала участницей сформированной в этом же году идол-группы i☆Ris. Изначально Сэридзава шла на прослушивание с намерением начать карьеру сэйю и сольной певицы, как её кумиры Юкари Тамура и Ая Хирано; работа в группе была не тем, что она себе представляла. 7 ноября 2012 года группа выпустила свой дебютный сингл «Color». В марте 2016 года i☆Ris была отмечена премией Seiyu Awards в категории «Лучшее исполнение песни».
В 2012 году Сэридзава окончила магистерский спецкурс по мастерству в области сэйю в Академии развлекательных медиа. Дебютировала в качестве сэйю в 2013 году. В вышедшем в этом же году аниме-сериале Dog & Scissors озвучила популярную девушку-идола Макси Акидзуки и исполнила от её лица закрывающую музыкальную тему «Lemonade Scandal», которая была выпущена 11 сентября 2013 года в составе мини-альбома Shining!!. С апреля 2013 по март 2014 года озвучивала Анн Фукухару в аниме-сериале Pretty Rhythm: Rainbow Live. В 2014 году получила роль девушки-идола Мирэй Минами в PriPara (2014—2017), озвучивала этого персонажа на протяжении трёх сезонов сериала, в продолжающих его сюжет полнометражных фильмах и в сериале Idol Time PriPara (2017—2018); в феврале 2016 года исполнила роль Мирэй в мюзикле Live Musical PriPara Minna ni Todoke! Prism Voice.
В 2015 году Сэридзава озвучила Ёко Сирагами в My Monster Secret и Айку Тэнкубаси в Shomin Sample. В декабре 2016 года провела свой первый сольный концерт на площадке Zepp DiverCity. На этом мероприятии она объявила, что дебютирует как сольная певица в апреле 2017 года. Масатомо Ота, работавший над многими песнями Юкари Тамуры, был приглашён в качестве музыкального продюсера.
10 февраля 2017 года Сэридзава опубликовала свой первый фотоальбом под названием Kimi to (яп. 君と Кими то). 26 апреля этого же года выпустила на лейбле Dive II Entertainment свой дебютный мини-альбом You & You. 29 ноября она выпустила свой второй мини-альбом Only You? Only Me!, а 3 декабря состоялся её второй сольный концерт.
В феврале 2018 года была утверждена на роль Ирохи Игараси в аниме-сериале 3D Kanojo: Real Girl (2018—2019) и Анны Акаги в Kiratto Pri Chan (2018—2021). В How Not to Summon a Demon Lord (2018) озвучила Шеру Л. Гринвуд и исполнила закрывающую музыкальную тему «Saiaku na Hi Demo Anata ga Suki.», которая была выпущена на сингле 25 июля 2018 года. Среди озвученных Сэридзавой главных и основных героинь аниме: Уэно в How Clumsy you are, Miss Ueno (2019), Кикка в Build Divide (2021—2022), Мика Кукури в Let’s Make a Mug Too (2021), Мя в Giant Beasts of Ars (2023), Рэй Тейлор в I’m in Love with the Villainess (2023), Цукуё Аоба в TenPuru (2023), Альма Джудикхали в The Most Notorious «Talker» Runs the World’s Greatest Clan (2024) и другие.
В марте 2019 года Сэридзава на пару с Нао Тоямой получила премию Seiyu Awards в категории «Лучшая женская роль второго плана».

### Личная жизнь
В апреле 2022 года сдала положительный тест на COVID-19.

## Избранная фильмография

### Аниме-сериалы
2013
- Dog & Scissors — Макси Акидзуки[19]
- Mushibugyo — Тэмма Итинотани[46]
- Pretty Rhythm: Rainbow Live — Анн Фукухара[22]

2014
- Battle Spirits: Saikyo Ginga Ultimate Zero — Фейри
- PriPara — Мирэй Минами[23][47]
- When Supernatural Battles Became Commonplace — Аки Нацу
- Wizard Barristers — Няняи
- «Паразит: Учение о жизни» — Макико Хаясэ[48], домохозяйка

2015
- My Monster Secret — Ёко Сирагами[25]
- PriPara (продолжение) — Мирэй Минами
- Shomin Sample — Айка Тэнкубаси[26]
- Tantei Team KZ Jiken Note — Нахо Такэда
- «Бездомный бог: Арагото» — Аяха

2016
- Love Live! Sunshine!! — Муцу
- PriPara (продолжение) — Мирэй Минами
- Sousei no Onmyouji — Маюра Отоми[49]

2017
- Akiba’s Trip: The Animation — Ио Сиота
- Dia Horizon — Лете[50]
- Idol Time PriPara — Мирэй Минами, Тюппэ
- Kado: The Right Answer — Юкика Синдо
- Kakegurui — Юмэми Юмэмитэ[51]
- PriPara (продолжение) — Мирэй Минами
- Sylvanian Families Mini Stories — Коко[52]

2018
- 3D Kanojo: Real Girl — Ироха Игараси[32]
- Cara to Otamajakushi Shima — Кара
- How Not to Summon a Demon Lord — Шера Л. Гринвуд[34]
- Kiratto Pri Chan — Анна Акаги[33]
- Magical Girl Site — Нидзими Анадзава[53]
- Million Arthur — Брижит[54]
- Mr. Tonegawa — голос Дзавы 003
- Sylvanian Families Mini Stories Ivy — Коко

2019
- 3D Kanojo: Real Girl (второй сезон) — Ироха Игараси
- How Clumsy you are, Miss Ueno — Уэно[37]
- Kakegurui XX — Юмэми Юмэмитэ
- Kiratto Pri Chan (продолжение) — Анна Акаги
- Million Arthur (второй сезон) — Брижит
- Sylvanian Families Mini Stories Clover — Коко

2020
- Black Clover — Лолопечика[55]
- Fly Me to the Moon — Канамэ Арисугава[56]
- Kiratto Pri Chan (продолжение) — Анна Акаги
- Seton Academy: Join the Pack! — Мэй Мэй[57]
- Show by Rock!! Mashumairesh!! — Сумомонэ[58]
- Sylvanian Families Mini Stories Peony — Коко

2021
- 180-Byo de Kimi no Mimi o Shiawase ni Dekiru ka? — Нанако[59]
- Banished from the Hero’s Party, I Decided to Live a Quiet Life in the Countryside — Танта[60]
- Build Divide -#000000 (Code Black)- — Кикка[38]
- How Not to Summon a Demon Lord Ω — Шера Л. Гринвуд
- Idol Land PriPara — Мирэй Минами
- Kiratto Pri Chan (продолжение) — Анна Акаги
- Let’s Make a Mug Too — Мика Кукури[39]
- Show by Rock!! Stars!! — Сумомонэ

2022
- Bakugan: Evolutions — Эрик
- Build Divide -#FFFFFF (Code White)- — Кикка
- Life with an Ordinary Guy Who Reincarnated into a Total Fantasy Knockout — Мурия[61]
- Princess Connect! Re:Dive (второй сезон) — Аянэ Ходзё[62]
- Shine Post — Рэн Куроганэ[63]
- The Little Lies We All Tell — Цубаса[64]

2023
- Birdie Wing (второй сезон) — Аиша Хамбатта
- Dead Mount Death Play — Кадзуки Синояма
- Fly Me to the Moon (второй сезон) — Канамэ Арисугава
- Giant Beasts of Ars — Мя[40]
- Handyman Saito in Another World — Лайчи[65]
- I’m in Love with the Villainess — Рэй Тейлор[41]
- In Another World With My Smartphone (второй сезон) — Хильдегард Минас Лестия[66]
- Magical Destroyers — Слейер[67]
- MF Ghost — Нодзоми Китахара[68]
- Reborn as a Vending Machine, I Now Wander the Dungeon — Пель[69]
- Rent-A-Girlfriend (третий сезон) — Мини Яэмори[70]
- TenPuru — Цукуё Аоба[42]
- The Dangers in My Heart — Рин Канаоя
- Waccha PriMagi! — Химэмэ
- World Dai Star — Цубоми Нэкоаси

2024
- Banished from the Hero’s Party, I Decided to Live a Quiet Life in the Countryside (второй сезон) — Танта
- Chi’s Sweet Summer Vacation — Айна[71]
- Egumi Legacy — Золотой Ретривер[72]
- Let This Grieving Soul Retire! — Крис Арджент[73]
- MF Ghost (второй сезон) — Нодзоми Китахара
- My Wife Has No Emotion — Супермина[74]
- Narenare: Cheer for You! — Мияби Кусида[75]
- The Café Terrace and Its Goddesses (второй сезон) — Валентина Адзума[76]
- The Dangers in My Heart (второй сезон) — Рин Канаоя
- The Most Notorious «Talker» Runs the World’s Greatest Clan — Альма Джудикхали[43]

2025
- A Ninja and an Assassin Under One Roof — Марин Идзуцуми[77]
- Even Given the Worthless «Appraiser» Class, I’m Actually the Strongest — Пина[78]
- I May Be a Guild Receptionist, But I’ll Solo Any Boss to Clock Out on Time — Лайла[79]
- Maebashi Witches — Эйко Дзэн[80]
- Magic Maker — Рафина[81]
- Medaka Kuroiwa Is Impervious to My Charms — Мона Каваи[82]
- Night of the Living Cat — Цуцуми[83]
- Rent-A-Girlfriend (четвёртый сезон) — Мини Яэмори[84]
- Sawaranaide Kotesashi-kun — Аоба Китахара[85]
- Witch Watch — Судзука Киёмия

2026
- Osananajimi to wa LoveCom ni Naranai — Акари Хиодоси[86]

### Аниме-фильмы
- 2014 — Pretty Rhythm All Star Selection: Prism Show Best Ten — Анн Фукухара
- 2015 — Fly Out, PriPara: Aim for it with Everyone! Idol☆Grand Prix — Мирэй Минами
- 2015 — PriPara the Movie: Everyone, Assemble! Prism☆Tours — Мирэй Минами[87]
- 2016 — King of Prism: Pride the Hero — Анн Фукухара
- 2016 — PriPara: Everyone’s Longing! Let’s Go PriParis! — Мирэй Минами
- 2017 — PriPara: Everyone Shine! Sparkling☆Star Live — Мирэй Минами
- 2018 — Kado: Beyond Information — Юкика Синдо
- 2019 — King of Prism: Shiny Seven Stars — Анн Фукухара
- 2024 — Iris the Movie: Full Energy!! — озвучивает саму себя[88]
- 2024 — Kurayukaba — Саки[89]
- 2024 — Mononoke the Movie: Phantom in the Rain — Киё
- 2025 — Aikatsu! × PriPara the Movie: Deai no Kiseki! — Мирэй Минами[90]

### OVA
- 2014 — Mushibugyo — Тэмма Итинотани
- 2014 — Nozo × Kimi — Мирэй Ватануки[91]
- 2021—2022 — Fly Me to the Moon — Канамэ Арисугава

### ONA
- 2015—2016 — Mori no Ongaku-dan — Белка[92]
- 2018 — Lost Song — Моника Лакс
- 2021 — Cooking with Valkyries II — Лилия Алин[93]
- 2024 — MF Ghost: Battle Digest — Нодзоми Китахара
- 2024 — Tokyo Override — Аюми[94]

### Компьютерные игры
2013
- Metal Max 4: Gekko no Diva — Сэйра[95]
- Pretty Rhythm — Анн Фукухара

2014
- MicroVolts — особый голос Афины
- PriPara — Мирэй Минами

2015
- Hortensia Saga — Луиза
- Kobayashi ga Kawai Sugite Tsurai!! Gemu demo Kyun Moe MAX ga Tomaranai (*´ェ`*) — Адзуса Токугава[96]
- Luminous Arc Infinity — Аква[97]
- Miracle Girls Festival — Комэ Оно[98]
- Superdimension Neptune vs Sega Hard Girl: Dream Combination Special — SG-1000[99]

2016
- Endride: X Fragments — Олив
- Ensemble Girls!! — Тидзуру Якумо
- Girl Friend Beta — Сора Такара
- Girl Friend Note — Сора Такара
- Grimms Notes — Фам, Пак, Эмельда, Йоринда
- Idol Death Game TV — Аяка Тэннодзи[100]
- Idol Incidents — Юна Симидзу
- Quiz RPG: The World of Mystic Wiz — Руоши Фаран, Ёмити Ёмидоно
- Rage of Bahamut — Митцель
- Shadowverse — Куноити-ученица, Пожирательница Душ, Магна-ботаник, Молниеносный Стрелок
- Soul Reverse Zero — Канидия[101]

2017
- Aozora Under Girls! — Рицу Усуй[102]
- Dia Horizon — Лете
- Granblue Fantasy — Ваджра
- Sousei no Onmyouji — Маюра Отоми

2018
- Girls’ Frontline — ПП-19, FMG-9
- God Wars: Great War of Japanese Mythology — Орихимэ[103]
- Han-Gyaku-Sei Million Arthur — Брижит
- How Not to Summon a Demon Lord: X Reverie — Шера Л. Гринвуд
- Kakegurui: Cheating Allowed — Юмэми Юмэмитэ[104]
- Kiratto Pri Chan — Анна Акаги
- Princess Connect! Re:Dive — Аянэ Ходзё[105]
- Show by Rock!! — Аоюн
- Teria Saga — Лея[106]
- Trinity Master — Фата Моргана[107]

2019
- Border Break — Маруфа, Ханна[108], Канон
- Grand Summoners — Аманэ[109]
- Honkai Impact 3rd — Лилия Оленева
- Hoshinari Echoes — Микото Окина[110]
- Kyoto Kotoba RPG: Kotodaman — Инициатор[111]
- Love Live! School Idol Festival All Stars — Муцу
- Shachibato! President, It’s Time for Battle! — Асуми[112]
- War of the Visions: Final Fantasy Brave Exvius — Лиат[113]
- White Cat Project — Лилия[114]
- World Flipper — Филия[115]

2020
- Altdeus: Beyond Chronos — Джули[116]
- Brigandine: The Legend of Runersia — Серена[117]
- Brown Dust — Курэна[118]
- Dragalia Lost — Сяо Лэй[119]
- Kemono Friends 3 — Джек-фонарница[120]
- Last Origin — LRL[121]
- Little Witch Academia: VR Broom Racing — Небби[122]
- Root Film — Айнэ Магари[123]
- Sega NET Mahjong MJ — Маруфа[124]
- Sengoku Asuka Zero — Сьерра[125]
- Show by Rock!! Fes A Live — Сумомонэ[126]
- Xross Chronicle — Лили[127]

2021
- Azur Lane — тяжёлый крейсер «Тикума»
- Blue Reflection: Second Light — Юки Киндзё[128]
- Menherafflesia: Flowering Abyss — Моэко[129]

2022
- Action Taimanin — Сидзуру Косака
- Dyschronia: Chronos Alternate — Айри Кловер[130]
- Eve: Ghost Enemies — Нахо Ходака[131]
- Fate/Grand Order — Бакин Кёкутэй[132]
- Heaven Burns Red — Карэн Асакура[133]
- Monster Hunter: Rise — Лапаче[134]
- Waccha PriMagi! Studio — Химэмэ

2023
- Arknights — Алмонд
- Atelier Resleriana: Forgotten Alchemy and the Polar Night Liberator — Ворона[135]
- Idol Land PriPara — Мирэй Минами
- Takt Op. Unmei wa Akaki Senritsu no Machi o — Болеро[136]
- Tower of Sky — Козетта[137]
- World Dai Star: Yume no Stellarium — Цубоми Нэкоаси[138]

2024
- Gakuen Idolmaster — Гэкка Сиракуса[139]
- Goddess of Victory: Nikke — Бэй[140]
- Himitsu no AiPri — «изящный» тип голоса героини[141]
- Pokémon Masters EX — Натанэ (второе поколение)[142]
- Rent-A-Girlfriend: The Horizon and the Girl in the Swimsuit — Мини Яэмори[143]
- Uma Musume Pretty Derby — Жантильдонна[144]
- Zenless Zone Zero — Николь Демара[145]

## Сольная дискография
Примечание: Все произведения выпущены на лейбле Dive II Entertainment.

### Мини-альбомы
| Название           | Дата выпуска      | Номер        | Номер      | Высшая позиция в чарте Oricon |
| Название           | Дата выпуска      | CD+Blu-ray   | только CD  | Высшая позиция в чарте Oricon |
| ------------------ | ----------------- | ------------ | ---------- | ----------------------------- |
| You & You          | 26 апреля 2017 г. | EYCA-11343/B | EYCA-11344 | 46                            |
| Only You? Only Me! | 29 ноября 2017 г. | EYCA-11760/B | EYCA-11761 | 37                            |

### Студийные альбомы
| Название  | Дата выпуска      | Номер        | Номер      | Высшая позиция в чарте Oricon |
| Название  | Дата выпуска      | CD+Blu-ray   | только CD  | Высшая позиция в чарте Oricon |
| --------- | ----------------- | ------------ | ---------- | ----------------------------- |
| YOUr No.1 | 5 октября 2022 г. | EYCA-13826/B | EYCA-13827 | 18                            |

### Синглы
| Название                                                            | Дата выпуска       | Номер        | Номер        | Номер      | Высшая позиция в чарте Oricon |
| Название                                                            | Дата выпуска       | CD+DVD       | CD+Blu-ray   | только CD  | Высшая позиция в чарте Oricon |
| ------------------------------------------------------------------- | ------------------ | ------------ | ------------ | ---------- | ----------------------------- |
| «Saiaku na Hi Demo Anata ga Suki.» (яп. 最悪な日でもあなたが好き。) | 25 июля 2018 г.    | —            | EYCA-11968/B | EYCA-11969 | 17                            |
| «Devikyu» (яп. デビきゅー)                                          | 27 ноября 2019 г.  | EYCA-12752/B | —            | EYCA-12754 | 20                            |
| «Everybody! Everybody!/You You You» (при участии DJ Koo и Motsu)    | 19 мая 2021 г.     | EYCA-13371/B | EYCA-13372/B | EYCA-13373 | 29                            |
| «Jungle Fire» (при участии Motsu)                                   | 18 октября 2023 г. | EYCA-14174/B | EYCA-14175/B | EYCA-14176 | 17                            |
| «Rock Me Kiss Me» (при участии Motsu)                               | 30 октября 2024 г. | EYCA-14479/B | EYCA-14480/B | EYCA-14481 | 22                            |

## Награды и номинации
| Год  | Награда      | Результат | Категория                                               | Работа | Прим.  |
| ---- | ------------ | --------- | ------------------------------------------------------- | ------ | ------ |
| 2019 | Seiyu Awards | Победа    | Лучшая женская роль второго плана (вместе с Нао Тоямой) | н/д    | [ 44 ] |